# فیلیپ والهاوس چتوود، اولین بارون چتوود
فیلیپ والهاوس چتوود، اولین بارون چتوود (انگلیسی: Philip Chetwode, 1st Baron Chetwode؛ ۲۱ سپتامبر ۱۸۶۹ – ۶ ژوئیهٔ ۱۹۵۰) فرد نظامی و سیاست‌مدار اهل بریتانیا بود. وی همچنین برندهٔ جوایزی همچون نشان حمام و نشان مریت شده‌است.